# Pave Bonifatius 9.
Pave Bonifatius 9. (født Pietro Tomacelli 1356, død 1. oktober 1404) var den anden romerske pave af det vestlige skisma fra 2. november 1389 til 1. oktober 1404. I hans tid som pave var Clemens 7. (1378–1394) modpave.
Piero Tomacelli er af en gammel, men fattig baronfamilie Casarano i kongedømmet Napoli. Tyskland, England, Ungarn, Polen og store dele af Italien accepterede ham som pave. Som pave genvandt han vigtige slotte og byer i kirkestaten.
I årene efter Clemens 7.'s død i Avignon den 16. september 1394 blev Bonifatius 9. bønfaldt om at abdicere, herunder af sine stærkeste støtter: Richard 2. af England (i 1396), Rigsdagen i Frankfurt am Main (i 1397) og af kong Wenzel 4. af Det Tysk-Romerske Rige (i Reims, 1398). Trods opfordringerne adbicerede han ikke. 
Bonifatius 9. døde i 1404 efter en kort sygdom. 